# Paronellinae
Paronellinae zijn een onderfamilie van springstaarten uit de familie Paronellidae De onderfamilie telt 375 beschreven soorten.

## Geslachten
- Akabosia (1 soort)
- Bromacanthus (12 soorten)
- Callyntrura (99 soorten)
- Campylothorax (8 soorten)
- Cyphoderopsis (1 soort)
- Dicranocentroides (20 soorten)
- Dicranocentruga (20 soorten)
- Glacialoca (1 soort)
- Idiomerus (1 soort)
- Lawrenceana (6 soorten)
- Lepidonella (14 soorten)
- Metacoelura (3 soorten)
- Microparonella (4 soorten)
- Parachaetoceras (1 soort)
- Parasalina (1 soort)
- Paronana (7 soorten)
- Paronella (2 soorten)
- Paronellides (Paronellides) (7 soorten)
- Paronellides (Pseudoparonellides) (2 soorten)
- Paronellides (9 soorten)
- Pseudoparonella (Irianella) (2 soorten)
- Pseudoparonella (Najtnella) (0 soorten)
- Pseudoparonella (Oceaniella) (1 soort)
- Pseudoparonella (Plumachaetas) (2 soorten)
- Pseudoparonella (Pseudoparonella) (9 soorten)
- Pseudoparonella (14 soorten)
- Pseudosalina (4 soorten)
- Salina (Narisa) (2 soorten)
- Salina (Salina) (65 soorten)
- Salina (Silana) (3 soorten)
- Salina (70 soorten)
- Trichorypha (1 soort)
- Troglobius (2 soorten)
- Troglopedetes (35 soorten)
- Trogolaphysa (37 soorten)
- Yosiia (1 soort)